# Defernita
La defernita és un mineral de la classe dels carbonats. Rep el seu nom en honor de Jacques Deferne, conservador de mineralogia del Museu d'Història Natural de Ginebra.

## Característiques
La defernita és un carbonat de fórmula química Ca₆(CO₃)1.58(Si₂O₇)0.21(OH)₇[Cl0.50(OH)0.08(H₂O)0.42]. Cristal·litza en el sistema ortoròmbic. Els seus cristalls són anhèdrics en forma de plaques, de fins a 2 cm, aplanats en {010}; en forma de ventall. La seva duresa a l'escala de Mohs és 3.
Segons la classificació de Nickel-Strunz, la defernita pertany a «05.BA: Carbonats amb anions addicionals, sense H₂O, amb Cu, Co, Ni, Zn, Mg, Mn» juntament amb els següents minerals: atzurita, georgeïta, glaucosferita, kolwezita, malaquita, mcguinnessita, nul·laginita, pokrovskita, rosasita, zincrosasita, txukanovita, auricalcita, hidrozincita, holdawayita, loseyita i sclarita.

## Formació i jaciments
La defernita va ser descoebrta l'any 1978 a Güneysu-İkizdere, a la Província de Rize (Regió de la Mar Negra, Turquia) en skarn en contacte amb granit i pedra calcària. També ha estat descrita a la mina Kombat, al Districte Grootfontein (Otjozondjupa, Namíbia) a través d'un cos sense bandes de hausmannita massiva i granular. Es tracta dels dos únics indrets on ha estat trobada aquesta espècie mineral.
Ha estat trobada associada als següents minerals: vesuvianita, wol·lastonita, andradita, diòpsid, calcita, rustumita, spurrita, hil·lebrandita (Guäneyce-Ikizdere, Turquia); hausmannita, hil·lebrandita, brucita, crednerita, barita, calcita, vesuvianita, jacobsita, hematita, coure natiu (mina Kombat, Namíbia).